# Зеленчик індійський
Зеленчик індійський (Chloropsis jerdoni) — вид горобцеподібних птахів родини зеленчикових (Chloropseidae).

## Поширення
Вид поширений в Індії та Шрі-Ланці.

## Опис

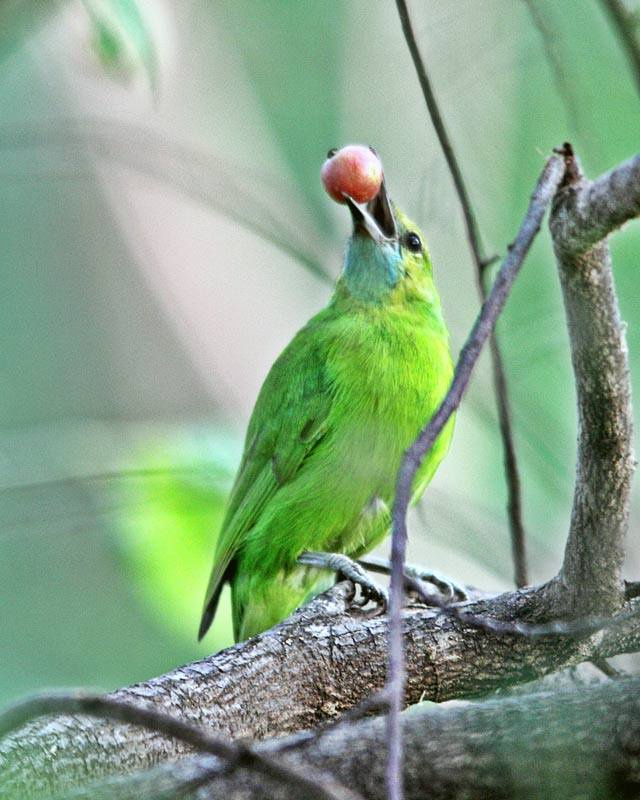
Самиця

Птах завдовжки 16-18 см. Тіло міцної статури. Дзьоб конічний, довгий, ледь зігнутий. Крила заокруглені. Хвіст квадратний. Ноги міцні.
Основний фон оперення зеленого кольору. Є блакитні ділянки на лопатках. Від основи дзьоба йдуть блакитні «вуса». У самців є лицьова маска чорного кольору, займає також верхню частину горла. Маска облямована жовтим кольором. Також жовтуватий відтінок є на стегнах і грудях. У самиць маска відсутня, а верхня частина горла блакитна.

## Спосіб життя
Живе у вологих тропічних лісах з густим пологом. Активний вдень. Трапляється поодинці або під час шлюбного періоду парами. Всеїдний. Живиться комахами та фруктами, інколи нектаром. Ці птахи розмножуються протягом усього року, з піком між березнем та вереснем на півночі ареалу та між листопадом та травнем на півдні. Утворюють пари на один сезон. Самиця будує чашоподібне гніздо між гілками дерев. У гнізді 2-3 рожевих яйця. Насиджує самиця. Інкубація триває  близько двох тижнів. Про потомство піклуються обидва батьки. Пташенята стають самостійними приблизно через півтора місяця.